# Altino Volley 2024-2025
Questa voce raccoglie le informazioni riguardanti l'Altino Volley nelle competizioni ufficiali della stagione 2024-2025.

## Stagione
Nella stagione 2024-25 l'Altino Volley assume la denominazione sponsorizzata di Tenaglia Abruzzo Volley.
Dopo la promozione ottenuta nella stagione precedente, partecipa per la seconda volta al campionato di Serie A2: termina tuttavia sia il girone B della regular season sia la pool salvezza all'ultimo posto in classifica ottenendo l'immediata retrocessione.

## Organigramma societario
Area direttiva
- Presidente: Aniello Papa

Area tecnica
- Allenatore: Emiliano Giandomenico (fino al 31 dicembre 2024), Matteo Ingratta (dall'11 gennaio 2025)
- Allenatore in seconda: Matteo Dell'Anna

Area sanitaria
- Prepatore atletico: Domenico Di Muzio
- Medico: Fiorello Pantaleo (fino al 10 febbraio 2025)
- Fisioterapista: Giacomo Fiorillo

## Rosa
| N° | Nome                | Ruolo | Data di nascita  | Nazionalità sportiva |
| -- | ------------------- | ----- | ---------------- | -------------------- |
| 3  | Ludovica Mennecozzi | P     | 5 ottobre 2003   | Italia               |
| 4  | Camilla Grazia      | C     | 5 agosto 2000    | Italia               |
| 5  | Giada Sangoi        | O     | 13 ottobre 2004  | Italia               |
| 6  | Francesca Galuppi   | L     | 20 aprile 1999   | Italia               |
| 7  | Silene Martinelli   | C     | 8 settembre 2006 | Italia               |
| 8  | Amelie Vighetto     | O     | 13 marzo 2006    | Italia               |
| 10 | Irene Bovolo        | S     | 15 luglio 2002   | Italia               |
| 11 | Adji Ndoye          | S     | 3 aprile 2006    | Italia               |
| 12 | Elena Foresi        | P     | 6 luglio 2000    | Italia               |
| 13 | Alessia Bisegna     | C     | 9 aprile 2003    | Italia               |
| 14 | Lavinia Zamboni     | C     | 23 ottobre 2002  | Italia               |
| 16 | Michela Pisano      | L     | 31 agosto 1997   | Italia               |
| 17 | Aleksandra Petrović | S     | 12 luglio 1999   | Serbia               |
| 18 | Margherita Tega     | S     | 17 agosto 2004   | Italia               |
| 20 | Marijeta Runjić     | O     | 11 aprile 1996   | Croazia              |

## Mercato
| Acquisti                               | Acquisti            | Acquisti             | Acquisti   |
| R.                                     | Nome                | da                   | Modalità   |
| -------------------------------------- | ------------------- | -------------------- | ---------- |
| S                                      | Irene Bovolo        | Bologna              | definitivo |
| P                                      | Elena Foresi        | Grotte di Castellana | definitivo |
| L                                      | Francesca Galuppi   | WeKondor             | definitivo |
| C                                      | Camilla Grazia      | Talmassons           | definitivo |
| C                                      | Silene Martinelli   | Volleyrò             | definitivo |
| P                                      | Ludovica Mennecozzi | BAS Białystok        | definitivo |
| S                                      | Adji Ndoye          | Volleyrò             | definitivo |
| S                                      | Aleksandra Petrović | Partizan             | definitivo |
| L                                      | Michela Pisano      | Il Podio Fasano      | definitivo |
| O                                      | Giada Sangoi        | Grotte di Castellana | definitivo |
| O                                      | Amelie Vighetto     | Volleyrò             | definitivo |
| C                                      | Lavinia Zamboni     | Vallecamonica Sebino | definitivo |
| Trasferimenti nel corso della stagione |                     |                      |            |
| C                                      | Alessia Bisegna     | Beach World Pescara  | definitivo |
| O                                      | Marijeta Runjić     | İBB                  | definitivo |

| Cessioni                               | Cessioni              | Cessioni       | Cessioni   |
| R.                                     | Nome                  | a              | Modalità   |
| -------------------------------------- | --------------------- | -------------- | ---------- |
| S                                      | Agnese Angeloni       | Crotone        | definitivo |
| C                                      | Benedetta Cometti     | Star Bisceglie | definitivo |
| S                                      | Marianna Ferrara      | ?              | ?          |
| S                                      | Diana Giometti        | Cerignola      | definitivo |
| P                                      | Benedetta Giordano    | Idea Sassuolo  | definitivo |
| L                                      | Morgana Giubilato     | Mondovì        | definitivo |
| P                                      | Linda Micheletti      | ?              | ?          |
| C                                      | Alessia Montechiarini | Viterbo        | definitivo |
| O                                      | Camilla Orazi         | ?              | ?          |
| C                                      | Elena Ricci           | Arabona        | definitivo |
| Trasferimenti nel corso della stagione |                       |                |            |
| S                                      | Irene Bovolo          | Casalmaggiore  | definitivo |
| O                                      | Giada Sangoi          | Valdarno       | definitivo |

## Risultati

### Serie A2

#### Girone di andata
| 1ª Giornata - 6 ottobre 2024 Palazzetto dello Sport, Vasto        | Altino         | 0 - 3 | Alba       | 17-25, 15-25, 17-25               |
| 2ª Giornata - 13 ottobre 2024 Palazzo dello Sport, Trebaseleghe   | Fratte         | 3 - 1 | Altino     | 22-25, 26-24, 25-15, 25-11        |
| 3ª Giornata - 20 ottobre 2024 Palazzetto dello Sport, Vasto       | Altino         | 1 - 3 | Offanengo  | 22-25, 19-25, 25-16, 20-25        |
| 4ª Giornata - 27 ottobre 2024 Palazzetto dello Sport, Vasto       | Altino         | 0 - 3 | Melendugno | 11-25, 22-25, 24-26               |
| 5ª Giornata - 3 novembre 2024 Sanbàpolis, Trento                  | Trentino       | 3 - 1 | Altino     | 24-26, 25-21, 25-21, 25-23        |
| 6ª Giornata - 10 novembre 2024 Palazzetto dello Sport, Concorezzo | Concorezzo     | 2 - 3 | Altino     | 28-30, 25-20, 23-25, 25-20, 13-15 |
| 7ª Giornata - 17 novembre 2024 Palazzetto dello Sport, Vasto      | Altino         | 0 - 3 | Esperia    | 15-25, 18-25, 20-25               |
| 8ª Giornata - 24 novembre 2024 PalaBorsani, Castellanza           | Futura Giovani | 3 - 0 | Altino     | 25-11, 25-20, 25-21               |
| 9ª Giornata - 1º dicembre 2024 Palazzetto dello Sport, Vasto      | Altino         | 0 - 3 | Hermaea    | 19-25, 21-25, 22-25               |

#### Girone di ritorno
| 10ª Giornata - 8 dicembre 2024 Pala Francescucci, Casnate con Bernate | Alba       | 3 - 1 | Altino         | 25-22, 25-14, 16-25, 25-14 |
| 11ª Giornata - 15 dicembre 2024 Palazzetto dello Sport, Vasto         | Altino     | 0 - 3 | Fratte         | 13-25, 21-25, 14-25        |
| 12ª Giornata - 22 dicembre 2024 PalaCoim, Offanengo                   | Offanengo  | 3 - 0 | Altino         | 25-16, 25-20, 25-21        |
| 13ª Giornata - 26 dicembre 2024 Palasport Da Copertino, Lecce         | Melendugno | 3 - 1 | Altino         | 25-14, 25-18, 21-25, 25-16 |
| 14ª Giornata - 5 gennaio 2025 Palazzetto dello Sport, Vasto           | Altino     | 0 - 3 | Trentino       | 19-25, 17-25, 15-25        |
| 15ª Giornata - 12 gennaio 2025 Palazzetto dello Sport, Vasto          | Altino     | 3 - 1 | Concorezzo     | 25-12, 22-25, 27-25, 25-23 |
| 16ª Giornata - 18 gennaio 2025 PalaRadi, Cremona                      | Esperia    | 3 - 1 | Altino         | 23-25, 25-20, 25-23, 25-20 |
| 17ª Giornata - 26 gennaio 2025 Palazzetto dello Sport, Vasto          | Altino     | 0 - 3 | Futura Giovani | 11-25, 21-25, 18-25        |
| 18ª Giornata - 2 febbraio 2025 Geopalace, Olbia                       | Hermaea    | 3 - 0 | Altino         | 25-11, 25-16, 25-18        |

#### Pool salvezza
| 1ª Giornata - 16 febbraio 2025 Palazzetto dello Sport, Vasto      | Altino        | 3 - 2 | Mondovì       | 25-23, 25-22, 19-25, 20-25, 15-9  |
| 2ª Giornata - 19 febbraio 2025 PalaParenti, Santa Croce sull'Arno | Castelfranco  | 0 - 3 | Altino        | 14-25, 23-25, 22-25               |
| 3ª Giornata - 23 febbraio 2025 Palazzetto dello Sport, Vasto      | Altino        | 1 - 3 | Lecco Picco   | 20-25, 22-25, 25-22, 16-25        |
| 4ª Giornata - 2 marzo 2025 PalaRuggi, Imola                       | CLAI Imola    | 0 - 3 | Altino        | 21-25, 21-25, 20-25               |
| 5ª Giornata - 9 marzo 2025 PalaRadi, Cremona                      | Casalmaggiore | 3 - 0 | Altino        | 25-23, 25-21, 25-20               |
| 6ª Giornata - 16 marzo 2025 PalaManera, Mondovì                   | Mondovì       | 2 - 3 | Altino        | 25-15, 22-25, 26-24, 17-25, 15-17 |
| 7ª Giornata - 23 marzo 2025 Palazzetto dello Sport, Vasto         | Altino        | 1 - 3 | Castelfranco  | 25-17, 20-25, 21-25, 22-25        |
| 8ª Giornata - 30 marzo 2025 PalaBione, Lecco                      | Lecco Picco   | 3 - 1 | Altino        | 25-20, 24-26, 25-21, 25-22        |
| 9ª Giornata - 6 aprile 2025 Palazzetto dello Sport, Vasto         | Altino        | 1 - 3 | CLAI Imola    | 16-25, 25-19, 10-25, 23-25        |
| 10ª Giornata - 13 aprile 2025 Palazzetto dello Sport, Vasto       | Altino        | 0 - 3 | Casalmaggiore | 12-25, 11-25, 18-25               |

## Statistiche

### Statistiche di squadra
| Competizione | Punti | In casa | In casa | In casa | In trasferta | In trasferta | In trasferta | Totale | Totale | Totale |
| Competizione | Punti | G       | V       | P       | G            | V            | P            | G      | V      | P      |
| ------------ | ----- | ------- | ------- | ------- | ------------ | ------------ | ------------ | ------ | ------ | ------ |
| Serie A2     | 15    | 14      | 2       | 12      | 14           | 4            | 10           | 28     | 6      | 22     |
| Totale       | -     | 14      | 2       | 12      | 14           | 4            | 10           | 28     | 6      | 22     |

G = partite giocate; V = partite vinte; P = partite perse 

### Statistiche dei giocatori
| Giocatore     | Serie A2 | Serie A2 | Serie A2 | Serie A2 | Serie A2 | Totale | Totale | Totale | Totale | Totale |
| Giocatore     | P        | PT       | AV       | MV       | BV       | P      | PT     | AV     | MV     | BV     |
| ------------- | -------- | -------- | -------- | -------- | -------- | ------ | ------ | ------ | ------ | ------ |
| A. Bisegna    | 8        | 1        | 0        | 0        | 1        | 8      | 1      | 0      | 0      | 1      |
| I. Bovolo     | 7        | 69       | 63       | 2        | 4        | 7      | 69     | 63     | 2      | 4      |
| E. Foresi     | 26       | 21       | 10       | 6        | 5        | 26     | 21     | 10     | 6      | 5      |
| F. Galuppi    | 21       | 0        | 0        | 0        | 0        | 21     | 0      | 0      | 0      | 0      |
| C. Grazia     | 28       | 135      | 91       | 33       | 6        | 28     | 135    | 91     | 33     | 6      |
| M. Runjić     | 18       | 158      | 124      | 29       | 2        | 18     | 158    | 124    | 29     | 2      |
| S. Martinelli | 28       | 223      | 142      | 68       | 11       | 28     | 223    | 142    | 68     | 11     |
| L. Mennecozzi | 21       | 47       | 24       | 11       | 10       | 21     | 47     | 24     | 11     | 10     |
| A. Ndoye      | 28       | 339      | 274      | 18       | 31       | 28     | 339    | 274    | 18     | 31     |
| A. Petrović   | 21       | 182      | 160      | 12       | 10       | 21     | 182    | 160    | 12     | 10     |
| M. Pisano     | 27       | 0        | 0        | 0        | 0        | 27     | 0      | 0      | 0      | 0      |
| G. Sangoi     | 5        | 7        | 7        | 0        | 0        | 5      | 7      | 7      | 0      | 0      |
| M. Tega       | 23       | 82       | 66       | 7        | 3        | 23     | 82     | 66     | 7      | 3      |
| A. Vighetto   | 24       | 158      | 133      | 14       | 6        | 24     | 158    | 133    | 14     | 6      |
| L. Zamboni    | 4        | 3        | 2        | 1        | 0        | 4      | 3      | 2      | 1      | 0      |

P = presenze; PT = punti totali; AV = attacchi vincenti; MV = muri vincenti; BV = battute vincenti